# اقتصاد إنجلترا في العصور الوسطى

كان اقتصاد إنجلترا في العصور الوسطى من الغزو النورماندي عام 1066 حتى وفاة هنري السابع في عام 1509 زراعيًا بشكل أساسي، على الرغم من أنه حتى قبل الغزو كان اقتصاد السوق المحلي مهمًا للمنتجين. وضعت المؤسسات النورماندية، بما في ذلك القنانة، لتعمل وفق نظام قائم للحقول المفتوحة والمدن المتمكنة والراسخة في التجارة الدولية. وعلى مدى الخمسة عقود التالية، نما الاقتصاد أولًا ومن ثم عانى من أزمة حادة نجم عنها تغير اقتصادي وسياسي. وعلى الرغم من الاضطراب الاقتصادي في الاقتصادات الحضرية والاستخراجية، ويشمل ذلك انتقالات حاملي الثروة وموقع هذه الاقتصادات، لكن المنتوج الاقتصادي في المدن والبلدات والمناجم قد تطور وازداد كثافة خلال تلك الفترة. وبحلول نهاية تلك الفترة، كانت الحكومة في إنجلترا ضعيفة وفقًا للمعايير اللاحقة، مشرفةً على اقتصاد تُسيطر عليه المزارع المستأجرة التي تتحكم بها طبقة النبلاء، ومجتمع مزدهر من الشركات والتجار الإنجليز الأصليين. شهد القرنان الثاني عشر والثالث عشر تنمية كبيرة للاقتصاد الإنجليزي. يعود السبب في ذلك جزئيًا إلى نمو التعداد السكاني من نحو 1.5 مليون في وقت إنشاء كتاب ونشيستر في عام 1086 إلى 4 و5 مليون في عام 1300. بقي اقتصاد إنجلترا زراعيًا في المقام الأول، مع التكريس المتزايد لحقوق مالكي الأراضي الكبار وواجبات العبيد في القانون الإنجليزي. تم إدخال المزيد من الأراضي، التي كان قسم كبير منها على حساب الغابات الملكية، في عملية الإنتاج من أجل إطعام التعداد السكاني المتزايد أو من أجل إنتاج الصوف للتصدير إلى أوروبا. نشأت مئات عديدة من البلدات الجديدة في أرجاء إنجلترا وكان بعضها مخططًا، فدعم ذلك إنشاء النقابات وميثاق العدل وغير ذلك من المؤسسات القروسطية. لعب أحفاد الخبراء الماليون اليهود الذين أتوا إلى إنجلترا مع ويليام الفاتح دورًا بارزًا في الاقتصاد النامي، وذلك بجانب الأوامر الدينية السيسترسية والأوغسطينية الجديدة، وأصبحوا لاعبين رئيسيين في تجارة الصوف في الشمال.
زاد التعدين في إنجلترا مع ازدهار الفضة في القرن الثاني عشر وهو ما ساعد في دعم عملة سريعة الانتشار. بدأ النمو الاقتصادي يتعثر بحلول نهاية القرن الثالث عشر وذلك بسبب عوامل مجتمعة من التعداد السكاني الهائل وقلة الأراضي بالإضافة إلى التربة المستنفذة. أدت الخسائر البشرية في المجاعة الكبرى في 1315- 1317 إلى اهتزاز الاقتصاد الإنجليزي بشدة وتوقف النمو السكاني؛ كان أول انتشار لمرض الطاعون في عام 1348 وقتل نحو نصف السكان الإنجليز مع نتائج ضخمة على الاقتصاد ما بعد فترة الطاعون. تقلص القطاع الزراعي مع ارتفاع الأجور وانخفاض الأسعار وتقلص الأرباح، وأدى ذلك إلى الموت الأخير لنظام تملك الأراضي القديم وحلول النظام الزراعي الحديث للإيجارات النقدية للأرض. هزت ثور الفلاحين عام 1381 النظام الإقطاعي القديم وقيدت مستويات الضرائب الملكية بشكل كبير للقرن القادم. شهد القرن الخامس عشر نمو صناعة المنسوجات الإنجليزية وتأسيس فئة جديدة من التجار الإنجليز الدوليين، وزاد ارتكازها في لندن والجنوب الغربي، وازدهرت على حساب الاقتصاد القديم المتقلص في المدن الشرقية. سببت هذه الأنظمة التجارية الحديثة نهاية العديد من الأسواق الدولية وظهور الشركة المستأجرة. وجنبًا إلى جنب مع تطوير الصناعة المعدنية وبناء السفن، مثّل ذلك نهاية اقتصاد القرون الوسطى وبدايات أوائل الفترة الحديثة في الاقتصادات الإنجليزية.

## الغزو وأوائل الفترة النورماندية (1066 – 1100)
غزا ويليام الفاتح إنجلترا في عام 1066، وهزم الملك الأنجلوساكسوني هارولد غودوينسون في معركة هاستينغز ووضع البلد تحت الحكم النورماندي. جاء بعد هذه الحملة عمليات عسكرية قوية عُرفت باسم هارينغ أوف ذا نورث في عام 1069-1070، وبسطت السلطة النورماندية عبر شمال إنجلترا. كان نظام حكومة ويليام إقطاعيًا على نطاق واسع، وكان فيه حق امتلاك الأرض مرتبطًا بخدمة الملك، لكن وبطرق أخرى، لم يفعل النظام الكثير لتعديل طبيعة الاقتصاد الإنجليزي. كان معظم الضرر الحاصل في الغزو في شمال وغرب إنجلترا وبقي بعضه مسجلًا بصفته «أرضًا قاحلة» في عام 1068. وبقيت العديد من المزايا الرئيسة للنظام المالي والزراعي الإنجليزي ثابتة في العقود التي تلت الفتح بشكل مباشر.

### الزراعة والتعدين

#### الزراعة الإنجليزية
شكلت الزراعة القسم الأكبر من الاقتصاد الإنجليزي في وقت الغزو النورماندي. وبعد خمسة وعشرين عامًا من الغزو، غطت الأراضي الصالحة للزراعة 35% من إنجلترا، وكانت 25% للمراعي، و15% مغطاة بالأراضي الحرجية، أما ما تبقى فشكل 25% وكان بشكل رئيس أراض برية ومستنقعات وأراضٍ بور. شكل القمح المحصول الزراعي الأهم، لكن زُرعت حبوب الجاودار والشعير والشوفان على نطاق واسع أيضًا. وفي الأجزاء الأكثر خصوبة من البلد مثل وادي التايمز وميدلاندز وشرق إنجلترا، زُرعت البقول والفاصولياء أيضًا. وُجدت الأغنام والمواشي والثيران والخنازير في الممتلكات الإنجليزية، على الرغم من أن معظم هذه الفصائل كانت أصغر حجمًا بكثير من الوقت الحالي، وكان مُعظمها يذبح في الشتاء.

### النظام الإقطاعي
في القرن السابق للغزو النورماندي، كانت عقارات بريطانيا العظمى التي يملكها الملك والأساقفة والأديرة والثين تتفكك ببطء، وذلك نتيجة للميراث أو الوصايا أو اتفاقيات الزواج أو عمليات شراء الكنيسة. عاش معظم النبلاء الصغار مالكي الأراضي في ممتلكاتهم وأداروا عقاراتهم الخاصة. شهد المنظر الطبيعي قبل الفترة النورماندية اتجاهًا بعيدًا عن القرى الصغيرة المعزولة باتجاه القرى الأكبر التي تعمل في زراعة الأراضي وذلك في شريط يتجه شمالًا وجنوبًا عبر إنجلترا. تبنت هذه القرى الجديدة نظام الحقول المفتوحة، الذي قُسمت فيه الحقول إلى شرائط أرضية أصغر تُملك بشكل فردي، كان الحقل يزرع بنظام الدورة المحصولية السنوية، وأُديرت الغابات الحرجية أيضًا وغيرها من الأراضي المشتركة بعناية.
كانت الأرض الزراعية في القصر مقسمة بين بعض الحقول التي كان مالك الأرض يديرها ويحرثها بشكل مباشر وكانت تُسمى الأراضي المملوكة، وكان الفلاحون المحليون يحرثون معظم هذه الحقول، وكانوا يدفعون لمالك الأرض إما من خلال العمل الزرعي في الأراضي التي يملكها السيد أو من خلال الدفع نقدًا أو من خلال المنتجات. بُنيت نحو 6000 طاحونة مائية بقوات ومقدرات مختلفة، وذلك من أجل طحن الدقيق وتفريغ العمال الفلاحين لمهام زراعية أخرى أكثر إنتاجية. لم يكن الاقتصاد الإنجليزي في أوائله اقتصاد كفاف، وزرع الفلاحون العديد من المحاصيل لبيعها في أوائل المدن الإنجليزية. لم يُعدل النورمانديون في بادئ الأمر عملية اقتصاد القصر أو القرية. أعاد ويليام تعيين مساحات كبيرة من الأراضي بين النخبة النورماندية فأنشأ عقارات واسعة في بعض المناطق، وتحديدًا على طول حدود ويلش مارتشيز وفي ساسكس. كان التغير الأكبر في السنوات التي تلت الغزو هو الانخفاض السريع في عدد العبيد الموجودين في إنجلترا. وفي القرن العاشر كان العبيد كُثر للغاية على الرغم من أن عددهم بدأ في التناقص نتيجة للضغط الديني والاقتصادي. وعلى الرغم من هذا، أثبتت الأرستقراطية النورماندية الجديدة قسوة مالكي الأراضي. بدأ الفلاحون الأنجلو ساكسون الأغنياء المستقلون السابقون يغرقون بسرعة في الهرمية الاقتصادية، وتضخم عدد العمال المقيدين أو القنانة وهم ممنوعين من مغادرة القصر وإيجاد عمل بديل. أما نبلاء الأنجلوسكسون الذين نجوا من الغزو فاندمجوا مع النخبة النورماندية أو سُحقوا اقتصاديًا.